# 盧格 (成化進士)
盧格（1450年—？），字正夫，號荷亭，浙江金華府東陽縣人，民籍，明朝政治人物。

## 生平
浙江鄉試第六十二名舉人，成化十七年（1481年）辛丑科三甲第一百二十三名進士。授都察院理刑知县，弘治三年二月实授江西道監察御史。

## 家族
曾祖盧原定，贈右僉都御史；祖父盧珪；父盧溶，母徐氏。具庆下。
兄盧楷曾孫盧仲佃，嘉靖丙辰進士。